# Gaius Iavolenus Calvinus
Gaius Iavolenus Calvinus war ein im 2. Jahrhundert n. Chr. lebender römischer Politiker. Durch eine Inschrift, die in Tusculum gefunden wurde, ist seine Laufbahn bekannt, die in der Inschrift als cursus inversus, d. h. in absteigender Reihenfolge wiedergegeben ist. Sein vollständiger Name wird in der Inschrift als Gaius Iavolenus Calvinus Geminius Kapito Cornelius Pollio Squilla Quintus Vulkacius Scuppidius Verus angegeben.
Calvinus übte zunächst im Rahmen des Vigintivirats das Amt eines Xvir stlitibus iudicandis aus. Im Anschluss leistete er seinen Militärdienst als Tribunus militum in der Legio V Macedonica, die ihr Hauptlager in Troesmis in der Provinz Moesia inferior hatte. Danach war er Quaestor in der Provinz Africa. Nach Rom zurückgekehrt, wurde er als Kandidat des Kaisers (candidato divi Hadriani) sowohl Tribunus plebis als auch Praetor.
Die nächsten Positionen seiner Laufbahn waren (in dieser Reihenfolge): Kommandeur (Legatus legionis) der Legio III Gallica, die ihr Hauptlager in Raphaneia in Syria hatte, Statthalter (Legatus Augusti pro praetore) in der Provinz Lusitania und Statthalter (Proconsul) in Baetica. Danach erreichte er einen Suffektkonsulat.
Sein Name deutet auf eine Adoption durch einen Nachfahren von Lucius Iavolenus Priscus hin.
Die Inschrift wird bei der EDCS und bei der EDH auf 140/143 datiert. Laut Werner Eck (S. 191) wurden die Statthalterschaften und der Suffektkonsulat von Attilio Degrassi in die Regierungszeit von Hadrian (117–138) datiert, während Géza Alföldy sie in die Regierungszeit von Antoninus Pius (138–161) datierte. Werner Eck datiert die Statthalterschaften an das Ende der Regierungszeit von Hadrian bzw. den Anfang der Regierungszeit von Antoninus Pius.